# Heidi Range
Heidi India Range (* 23. Mai 1983 in Liverpool, Merseyside) ist eine britische Pop- und R&B-Sängerin sowie Songwriterin. Sie war Gründungsmitglied der britischen Pop-Girlgroup Atomic Kitten und von 2001 bis 2011 Mitglied der ebenfalls britischen Pop-Girlgroup Sugababes.

## Biografie
Heidi Range ist die Tochter von Paul Range und Karen Livingstone und hat eine Schwester sowie vier Halbgeschwister. Ab 2003 war Range mit dem britischen Fernsehmoderator Dave Berry liiert. Das Paar verlobte sich am Silvesterabend 2009 auf einer Urlaubsreise in Indien, trennte sich aber Mitte 2011. Im September 2016 heiratete sie Alex Partakis in Florenz und hat mit ihm eine Tochter (* 2018).

## Musikkarriere

### Atomic Kitten
Range startete ihre Karriere 1998 zusammen mit Liz McClarnon und Kerry Katona als Gründungsmitglied der britischen Pop-Girlgroup Atomic Kitten. Bereits 1999 verließ sie die Band wieder, weil sie mit der Stilrichtung der Musik nicht einverstanden war. Obwohl sie das komplette erste Album mit der Band aufnahm, hat sie mit Atomic Kitten nie etwas veröffentlicht.

### Sugababes

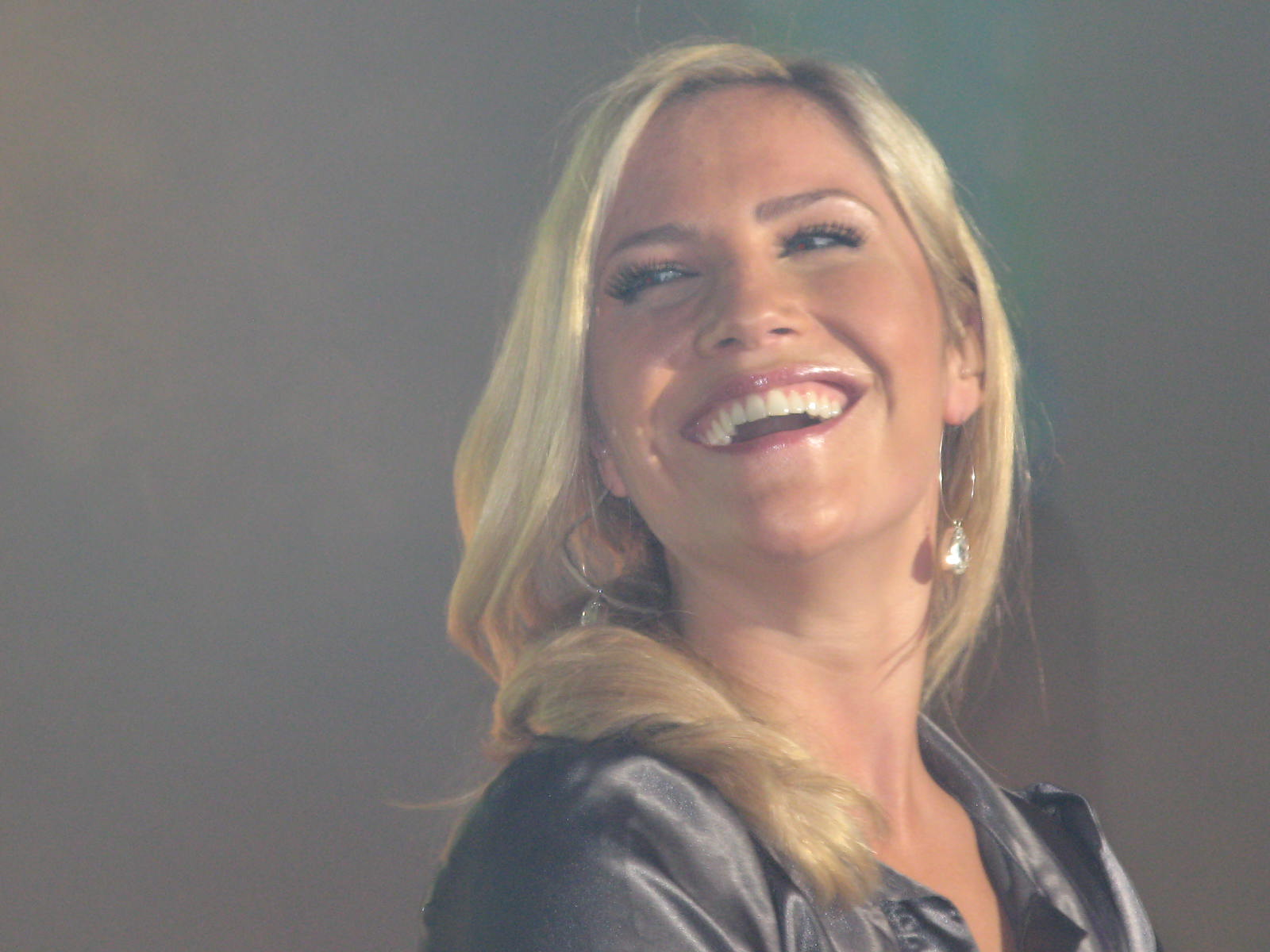
Range (2010)

2001 trat Range als Ersatz für die aus der Band ausgeschiedene Siobhán Donaghy in die britische Pop-Girlgroup Sugababes ein. Mit den Sugababes hatte sie bisher fünf Top-10-Alben, von denen zwei Platz 1 erreichten (Taller in More Ways und Change), sowie 18 Top-10-Singles, von denen sechs Platz 1 erreichten (Freak Like Me, Round Round, Hole in the Head, Push the Button, Walk This Way (mit Girls Aloud) sowie About You Now). Ende 2009 wurde Keisha Buchanan, das einzige verbliebene Gründungsmitglied der Sugababes, durch Jade Ewen ersetzt. Sowohl Range als auch ihre Bandkollegin Amelle Berrabah sagten später in Interviews, dass sie mit Buchanan nicht mehr zusammenarbeiten könnten. Sie gaben außerdem an, dass beide die Band verlassen wollten, aber das Management sie behalten wollte und stattdessen Buchanan aus der Band entfernte. Im September 2013 gab Bandkollegin Jade Ewen bekannt, dass die Sugababes sich bereits 2011 aufgelöst hatten.
Vom 8. Januar 2012 bis 19. Februar 2012 war Range Teilnehmerin der siebten Staffel der britischen Show Dancing On Ice. Weiterhin war sie 2014 in dem Musical Happy Day zu sehen.

## Auszeichnungen
- 2006: Contribution In Music Award bei den Local Heroes Awards in Liverpool.